# مورفیا ملیتنه
مورفیا ملیتنه، ملکه هم‌نشین پادشاهی اورشلیم و همسر بالدوین دوم اورشلیم بود.